# Campionati del mondo di ciclismo su strada 2009 - Cronometro maschile Elite
La cronometro individuale maschile Elite dei Campionati del mondo di ciclismo su strada 2009 è stata corsa il 24 settembre nel territorio circostante Mendrisio, in Svizzera, ed ha affrontato un percorso totale di 49,8 km. Lo svizzero Fabian Cancellara ha vinto la medaglia d'oro, terminando in 57'55"74.

## Percorso
Partenza ed arrivo agli impianti sportivi di Mendrisio. Dopo i primi 3 km pianeggianti che attraversano la sede d'arrivo della prova in linea del Mondiale 1971, inizia la discesa verso il Lago di Lugano. Prosegue fino a Capolago per raggiungere Riva San Vitale e da qui il circuito si sposta verso Rancate con due tratti in leggero falsopiano ai quali segue la salita della Rossa di Rancate, 650 m di dura ascesa con punte di pendenza attorno al 10%. Attraversata questa località si attraversano Ligornetto, Stabio e Genestrerio da cui si ripercorre l'ultimo km del percorso della prova in linea. Il circuito, lungo 16,6 chilometri, veniva affrontato tre volte.

## Squadre e corridori partecipanti
Le modalità di qualificazione delle nazioni seguono lo stesso regolamento della gara in linea. Ogni nazione poteva iscrivere alla gara 4 corridori e schierarne due alla partenza. I 66 partecipanti sono stati suddivisi in cinque gruppi; all'interno di ogni gruppo le partenze avvenivano ogni minuto, mentre tra un gruppo e l'altro vi era una pausa di 48 minuti, per permettere ai ciclisti in corsa di terminare il circuito.
| Gruppo 1 | Gruppo 1               | Gruppo 1 | Gruppo 2 | Gruppo 2                | Gruppo 2 | Gruppo 3 | Gruppo 3         | Gruppo 3 | Gruppo 4 | Gruppo 4            | Gruppo 4 | Gruppo 5 | Gruppo 5             | Gruppo 5 |
| -------- | ---------------------- | -------- | -------- | ----------------------- | -------- | -------- | ---------------- | -------- | -------- | ------------------- | -------- | -------- | -------------------- | -------- |
| 66       | James Weekes           | 66º      | 53       | Reginald Douglas        | 65º      | 40       | Erik Hoffmann    | 43º      | 27       | Raivis Belohvoščiks | 45º      | 14       | Tom Danielson        | 23º      |
| 65       | Jarmo Rissanen         | 61º      | 52       | Eugen Wacker            | 29º      | 39       | Matti Helminen   | 57º      | 26       | Dmytro Hrabovs'kyj  | 58º      | 13       | Michail Ignat'ev     | 47º      |
| 64       | Rida Cador             | 55º      | 51       | José Ragonessi          | 60º      | 38       | Adam Hansen      | 30º      | 25       | Sebastian Lang      | 20º      | 12       | Lars Boom            | 16º      |
| 63       | José Serpa             | 22º      | 50       | Jay Robert Thomson      | 28º      | 37       | Jérôme Coppel    | 56º      | 24       | Martin Velits       | 34º      | 11       | Aleksandr Vinokurov  | 8º       |
| 62       | Branislaŭ Samojlaŭ     | 37º      | 49       | Gregor Gazvoda          | 48º      | 36       | Martín Garrido   | 32º      | 23       | Dominique Cornu     | 14º      | 10       | Janez Brajkovič      | 6º       |
| 61       | Cameron Wurf           | 53º      | 48       | Pavol Polievka          | 52º      | 35       | Chris Froome     | 18º      | 22       | Andrij Hrivko       | 41º      | 9        | Edvald Boasson Hagen | 27º      |
| 60       | Gabriel Pop            | 64º      | 47       | Eduard Novak            | 63º      | 34       | Fredrik Ericsson | 39º      | 21       | Artëm Ovečkin       | 17º      | 8        | František Raboň      | 19º      |
| 59       | Jean-Christophe Péraud | 12º      | 46       | Magno Nazaret           | 46º      | 33       | Lars Bak         | 13º      | 20       | Ignatas Konovalovas | 9º       | 7        | Svein Tuft           | 15º      |
| 58       | Sérgio Paulinho        | 26º      | 45       | David McCann            | 11º      | 32       | Jeremy Vennell   | 50º      | 19       | Tiago Machado       | 54º      | 6        | Sébastien Rosseler   | 38º      |
| 57       | Matías Médici          | 44º      | 44       | Tom Zirbel              | 4º       | 31       | Juan José Cobo   | 42º SQ   | 18       | Alex Rasmussen      | 24º      | 5        | Tony Martin          | 3º       |
| 56       | Zoltán Madaras         | 62º      | 43       | Ervin Korts-Laur        | 52º      | 30       | Koos Moerenhout  | 7º       | 17       | Vasil' Kiryenka     | 49º      | 4        | Bradley Wiggins      | 21º      |
| 55       | Bartosz Huzarski       | 33º      | 42       | Juan Carlos López Marín | 36º      | 29       | Maciej Bodnar    | 59º      | 16       | Marco Pinotti       | 5º       | 3        | Gustav Larsson       | 2º       |
| 54       | José Iván Gutiérrez    | 35º      | 41       | Rubens Bertogliati      | 40º      | 28       | Andrej Kašečkin  | 25º      | 15       | Aleksejs Saramotins | 31º      | 2        | Fabian Cancellara    | 1º       |
|          |                        |          |          |                         |          |          |                  |          |          |                     |          | 1        | Bert Grabsch         | 10º      |

## Resoconto degli eventi
Gara contro il tempo dominata dal padrone di casa Fabian Cancellara che, partito per penultimo davanti al campione uscente Bert Grabsch, ha raggiunto lo svedese Gustav Larsson ed il britannico Bradley Wiggins partiti rispettivamente uno e due minuti prima, e concluso i tre giri del circuito in meno di un'ora ad una media di 51,6 km/h. Dietro di lui lo stesso Larsson che, sorpassato dallo svizzero, lo ha tenuto come punto di riferimento davanti a sé, ed il tedesco Tony Martin.

## Classifica (Top 10)
| Pos. | Corridore           | Squadra     | Tempo     |
| ---- | ------------------- | ----------- | --------- |
| 1    | Fabian Cancellara   | Svizzera    | 57'55"74  |
| 2    | Gustav Larsson      | Svezia      | a 1'27"13 |
| 3    | Tony Martin         | Germania    | a 2'30"18 |
| 4    | Tom Zirbel          | Stati Uniti | a 2'47"12 |
| 5    | Marco Pinotti       | Italia      | a 3'02"88 |
| 6    | Janez Brajkovič     | Slovenia    | a 3'08"49 |
| 7    | Koos Moerenhout     | Paesi Bassi | a 3'11"59 |
| 8    | Aleksandr Vinokurov | Kazakistan  | a 3'20"95 |
| 9    | Ignatas Konovalovas | Lituania    | a 3'33"88 |
| 10   | Bert Grabsch        | Germania    | a 3'37"39 |